# Že nekoč, danes, jutri
Že nekoč, danes, jutri: hvalnica ljubezni (1971) je ljubezenski roman slovenskega pisatelja Janeza Švajncerja. Roman je bil preveden v hrvaščino.

### Zgodba
Prvi del romana je pogovor med Lidijo in Tihomirjem, drugi pa izpoved vsakega posebej. Tihomir in Lidija sta neznanca, ki se srečata na preizkušnji za službo in med njima preskoči iskrica. 
Dogaja se največ v službenih prostorih, a avtor ne natančno opredeli, kje delata. Tihomir je zaposlen v neki pisarni, na višjem delovnem mestu. Rad obiskuje Lidijo in se z njo pogovarja o sebi in o svoji materi, ki jo je Lidija poznala že od prej. Zaljubi se vanjo in ima z njo romantično razmerje. Lidija je zaposlena v nekem malem prostoru, kjer tipka na svoj pisalni stroj. Je samozavestna, neodvisna ženska. Všeč so ji Tihomirjevi obiski in rada se pogovarja z njim. Obiskujeta jo pa gospoda Vanč in Miran. Tihomir je na Mirana še posebej ljubosumen, saj misli, da mu želi speljati ljubljeno žensko. Glavni literarni osebi se začneta pogovarjati tudi po telefonu. Ob vsakem Tihomirjevem obisku Lidija naroči dve črni kavici, ki jima ju prinese natakarica iz bližnje restavracije, in skupaj pokadita cigareti. Čez čas gresta na sprehod v gozd, kjer se prvič poljubita. Čeprav sta na prvi pogled zaljubljena drug v drugega, v vsaki malenkosti iščeta razlog za dvom o ljubezni. Vseskozi se sprašujeta, ali je njuno razmerje pristno ali je samo utvara. Izogibata se lastni sreči in v vsem dobrem iščeta nekaj, kar bi lahko šlo narobe. Ko Tihomir prvič pride k Lidiji domov, se prvič ljubita in si izpovesta ljubezen. 
Tihomir sreča nekdanjo sošolko Dragico in z njo poklepeta o vsakdanjih stvareh. Lidija postane ljubosumna in ga želi zapustiti, ampak hitro pozabi na zamero in se želi z njim še naprej sestajati.  Tokrat gre ona k njemu domov, v njegovo sobo. Par odide tudi na ples, kjer sta srečna. Njun večer pokvari neki moški, ki neprimerno ogovarja Lidijo in udari Tihomirja, ki hitro pomisli, da za vsem tem stoji Miran. Lidija ga poskuša prepričati, naj si ljubosumje izbije iz glave, ko v njen prostor vstopi nihče drug kot Tihomirjev namišljeni krivec. Ljubosumje v tem trenutku samo še bolj narase. Tokrat Lidija svojega partnerja prepriča, da nima razmerja z Miranom in ga pomiri. Par se še vedno vseskozi sprašuje o resničnosti njune ljubezni in zaupanja. Nekega popoldneva odideta v park, kjer se pogovarjata, nato gresta na sprehod, Lidija gre enkrat h Tihomirju v njegov prostor, a ji tam ni posebej všeč, zato tja ne gre nikoli več. Tihomirja raje povabi k sebi, kjer popijeta aperitiv in odideta na sprehod. Lidija si zaželi s Tihomirjem v cerkev. Tam si pred Bogom izpovesta ljubezen in se poročita. Priča jima je sam Bog. Lidija pride k partnerju domov in, vsa razgaljena, govori nesmiselne in nepovezane besede. Tihomirja zaskrbi in pokliče pomoč. Ko pride rešilec, možje v belem od Tihomirja zahtevajo plačilo za prevoz, zastonj ga dobi le tako, da tudi sam postane neprišteven. Ponori in reševalci odpeljejo še njega. Lidija v rešilcu rodi, čeprav iz zgodbe prej nikjer ne mogoče razbrati, da je noseča. Nedonošenček umre. Tihomir zdravniku potoži, da svoje žene sploh ne prepozna več. 
Roman se konča na detetovem pogrebu, ko Lidija moža v belem prosi za cigareto in črno kavico, Tihomir pa končno spet spozna njo in njen glas.

### Kritika in literarna zgodovina
»Sodobna slovenska humanistična literarna produkcija je našla v Janezu Švajncerju, posebno pa v njegovem romanu  Že nekoč, danes, jutri zelo vnetega zagovornika in uresničevalca. […] že podnaslov romana slove: hvalnica ljubezni.« (Kermauner 1971: 211)
»Ko začenjamo prebirati Že nekoč, se nam zazdi, in skoraj smo prepričani, da je med tem njegovih segmentom in metodo »novega romana« identiteta.« […] Psihološki in socialni roman je, kot kaže prvi pogled, radikalno izbrisan in nadomeščen z »reduciranim« svetom vsesplošne – planetarne – civilizacijske reističnosti (rečnosti). Avtor je napravil skoz nekdaj, v tradicionalni optiki, tako poln, z najrazličnejšimi družbenimi in osebnimi odnosi nabit svet kontakta med dvema odraslima človekoma en sam prerez. Nastal mu je, še zmerom komentiramo prvi vtis, enodimenzionalen, hipernaturalističen, gostobeseden, razpršen, mnogo govoreč, brezpomenski, kljub fotografskemu prenašanju vsakdanih puhlic pravzaprav povsem samovoljno lebdeč svet mučne meglice. Če pa vztrajamo pri branju in se prebijemo naprej, odkrijemo, da je ves ta vtis samo videz, samo tisto, kar namerava roman zanikati.« (Kermauner 1971: 212—213)

### Dodatna literatura
- Taras Kermauner. Besede in smisel. Janez Švajncer. Že nekoč, danes, jutri. Maribor: Obzorja, 1971. 211—220.
- Taras Kermauner. Zgodba o živi zdajšnjosti: Eseji o povojni slovenski prozi. Maribor, 1975 (Razpotja, 27). 38.
- Dimitrij Rupel. Branje. Maribor: Obzorja, 1973 (Razpotja, 25). 135.
- Stanko Janež. Poglavitna dela slovenske književnosti. Maribor: Obzorja, 1992.
- Darja Strnad. Romani Janeza Švajncerja. Maribor, 1979.